# Южна пътека
„Южна пътека“ (на македонска литературна норма: Јужна патека) е романтичен филм от СФР Югославия (СР Македония) от 1982 година на режисьора Стево Цървенковски по сценарий на Цървенковски и Гойко Шкарич.
Главните роли се изпълняват от Александър Берчек, Коле Ангеловски, Мая Оджаклиевска, Милица Стоянова, Неда Арнерич и Петър Арсовски.

## Сюжет
Филмът се развива в къщата на Неда и нейните деца. Тя има дъщеря и син Георги, който учи в друг град. Поради недоимък Нада дава под наем излишната стая в къщата си. Веднъж, когато Георги се прибира от учението си, открива, че новата квартирантка е бившата му приятелка Ана. Самата Ана иска да снима филм и се опитва да работи като режисьорка. Филмът проследява сложната им любовна история и възраждането на чувствата им. Между Ана и Георги са намесени и други мъже, сред които е Борис. Филмът завършва с наново подновената любовна история между Георги и Ана, преодолели различни препятствия.

## Актьорски състав
- Милица Стоянова – Неда
- Петре Арсовски – Георги
- Мая Оджаклиевска – Ана
- Марин Бабич – Данчо
- Данчо Чевревски
- Ердоан Максут
- Фирдаус Неби
- Илия Джувалековски
- Кирил Кьортошев
- Киро Попов
- Люпчо Петрушевски
- Лютви Сейфула
- Майда Тушар
- Младен Кръстевски
- Мустафа Яшар
- Панче Васовски
- Сабина Айрула-Тозия
- Силвия Йовановска
- Томе Моловски
- Владимир Талески